# هانس دکرس (دوچرخه‌سوار، زاده ۱۹۲۸)

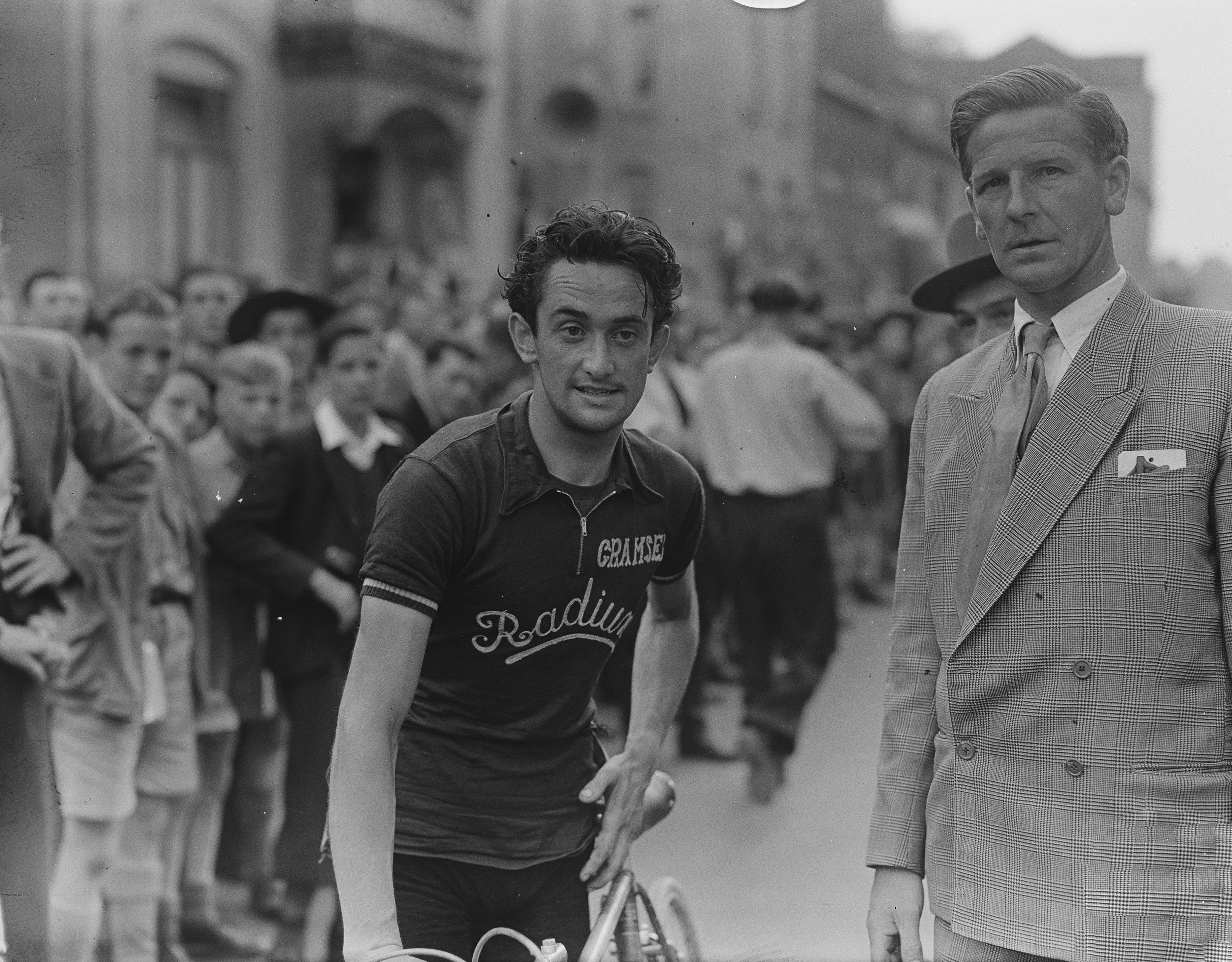
هانس دکرس در سال ۱۹۵۱

هانس دکرس (هلندی: Hans Dekkers; ۱۶ ژوئن ۱۹۲۸ – ۳۱ اوت ۱۹۸۴) دوچرخه‌سوار اهل هلند بود.